# Loboc
Die Stadtgemeinde Loboc liegt im Innern der philippinischen Insel Bohol, 24 km von der Provinzhauptstadt Tagbilaran entfernt. Loboc liegt in einem Tal, das vom Loboc River durchzogen wird. Loboc hat 15.993 Einwohner (Zensus 1. August 2015).
Sehenswert ist die alte Kirche aus der Spanierzeit mit einem separaten Kirchturm.
Loboc ist auch bekannt durch seinen Kinderchor.
Der Ort ist ein Zwischenstopp für Touristen auf dem Weg zu den Chocolate Hills. Floßfahrten auf dem Loboc River zu den Wasserfällen werden angeboten. In Loboc steht die Kirche San Pedro Apostol, sie steht auf der Vorschlagsliste der Philippinen zur Aufnahme in das UNESCO-Welterbe, seit 2006. Sie wurde allerdings bei einem Erdbeben am 15. Oktober 2013 weitgehend zerstört.

## Barangays
Loboc ist politisch in 28 Barangays unterteilt.
| - Agape - Alegria - Bagumbayan - Bahian - Bonbon Lower - Bonbon Upper - Buenavista - Bugho - Cabadiangan - Calunasan Norte | - Calunasan Sur - Camayaan - Cambance - Candabong - Candasag - Canlasid - Gon-ob - Gotozon - Jimilian | - Oy - Poblacion Sawang - Poblacion Ondol - Quinoguitan - Taytay - Tigbao - Ugpong - Valladolid - Villaflor |

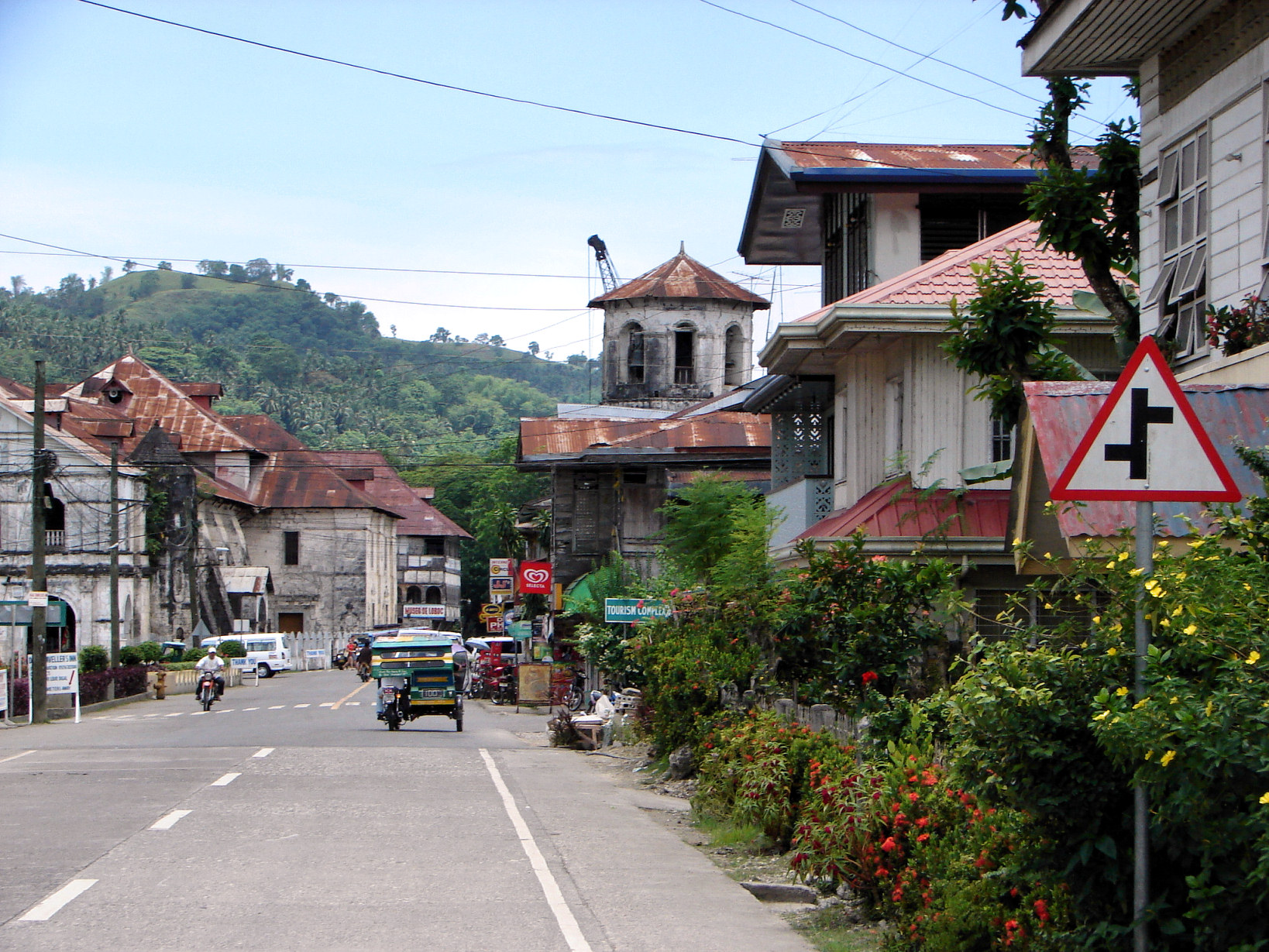
Loboc
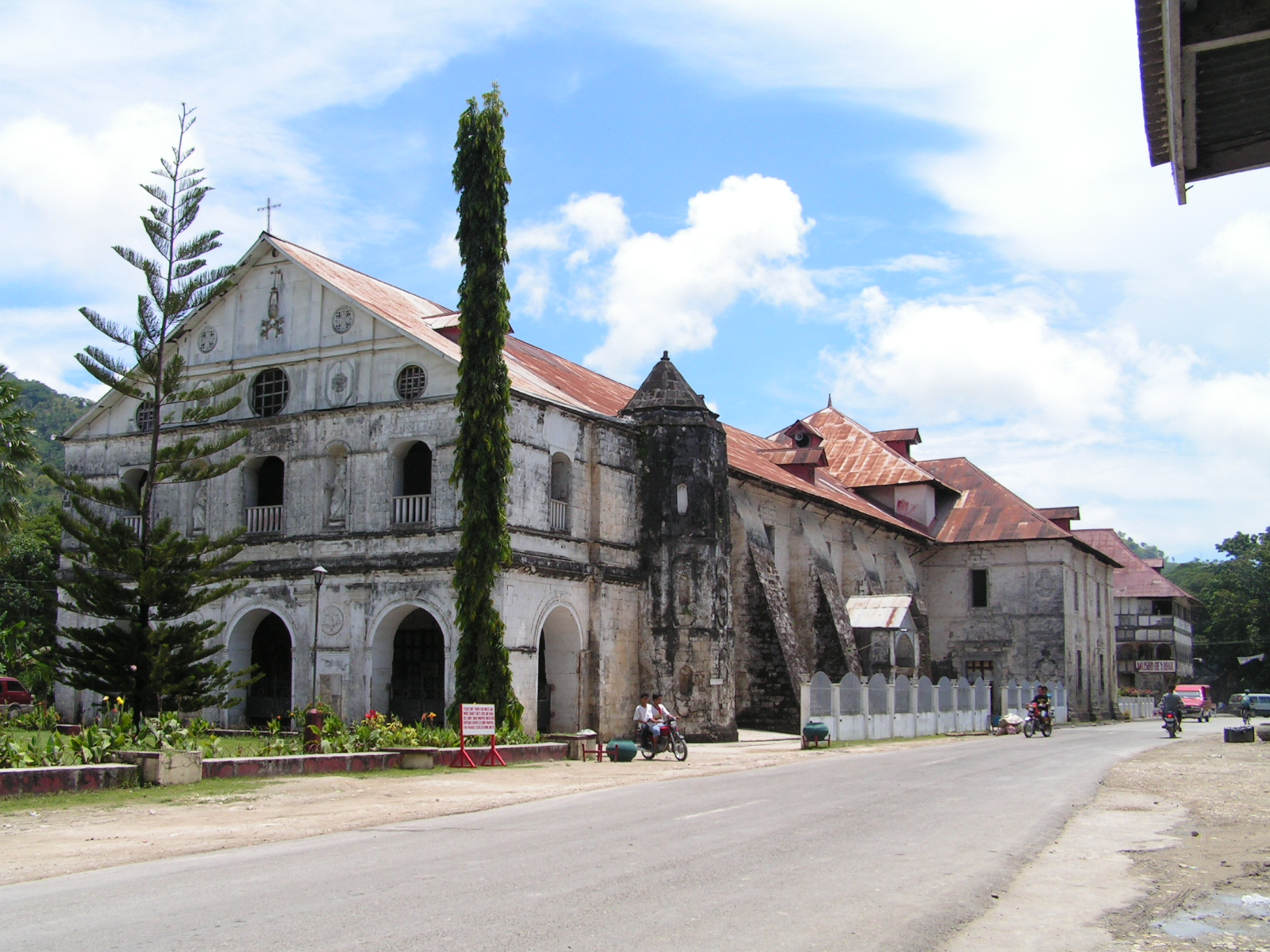
Kirche von Loboc
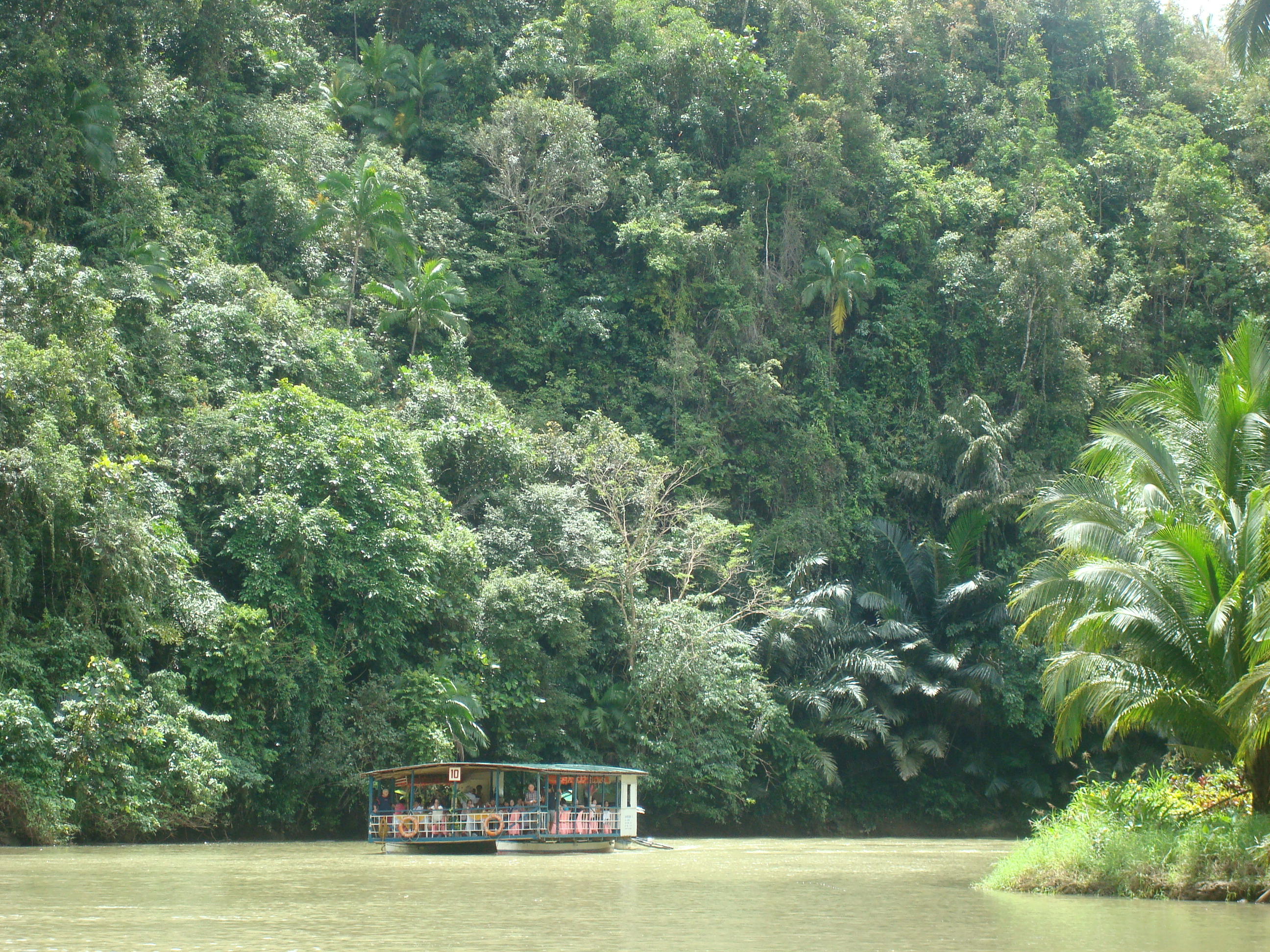
Loboc River